# カスティーリャ・ラ・ビエハ

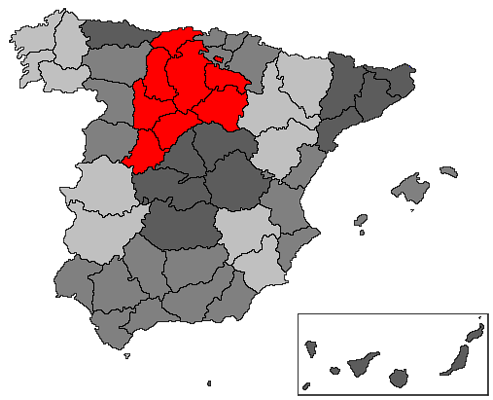
赤く塗られた部分が、カスティーリャ・ラ・ビエハ

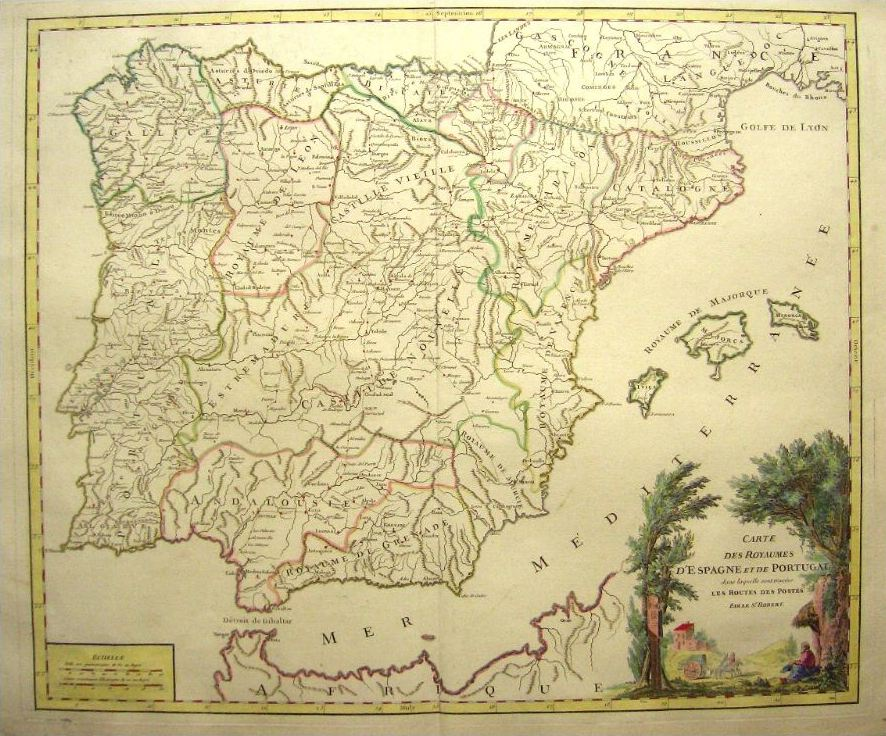
1770年に用いられていた地図。旧地方名が記載されている

カスティーリャ・ラ・ビエハ （スペイン語:Castilla la Vieja、旧カスティーリャ）とは、スペインの古い地方名である。セントラル山地北部、カスティーリャの北部に相当する。
後の政治的に分割された県としては、サンタンデール県（現在のカンタブリア州）、ブルゴス県、ログローニョ県（現在のラ・リオハ州）、ソリア県、アビラ県、セゴビア県、バリャドリッド県、パレンシア県にあたる。歴史的なカスティーリャ王国が建国されたのは、9世紀のことで、現在のカンタブリア州、アラバ県、ブルゴス県の地域にまたがっていた。
18世紀、カルロス3世はカスティーリャ王国をブルゴス、ソリア、アビラ、バリャドリッド、パレンシアの各県に分割した。
1833年11月、ハビエル・デ・ブルゴスによる王令改正で、スペインの県の基礎が設定された。この王令では、ログローニョとサンタンデールがカスティーリャ・ラ・ビエハに含まれていた。
1855年の王令改正では、スペインが49県に分割され、バリャドリッドとパレンシアの2県がレオン王国領とされた。その後幾度か改正が加えられたが、この分割方法が20世紀半ばまで、スペインの百科事典、地理学、教科書に反映されていた。
1983年、カスティーリャ・イ・レオン州が成立すると、カスティーリャは別々のアイデンティティーの多くが失われた。その一方で、レオンはカスティーリャの大部分と政治的に統合された。また、サンタンデール県はカスティーリャから分離してカンタブリア州となり、ログローニョ県はラ・リオハ州となった。